# Crush on You
Crush on You è un singolo della rapper statunitense Lil' Kim, pubblicato nel 1997 ed estratto dal suo primo album Hard Core. 
Il brano vede la collaborazione di The Notorious B.I.G. e Lil Cease.

## Tracce
- CD Singolo (UK)

1. Crush on You (Squeaky Clean Radio Edit) - 4:00
2. Crush on You (Desert Eagle Discs Remix - Short / Clean) - 5:39
3. Crush on You (Desert Eagle Discs Remix - Instrumental) - 7:03
4. Crush on You (Aim Remix) - 4:33
5. Crush on You (Aim Instrumental) 4:33
6. Crush on You (Acapella) 4:32